# Mudhol
 (mars 2011).
Si vous disposez d'ouvrages ou d'articles de référence ou si vous connaissez des sites web de qualité traitant du thème abordé ici, merci de compléter l'article en donnant les références utiles à sa vérifiabilité et en les liant à la section « Notes et références ».
Mudhol était un État princier des Indes, qui subsista jusqu'en 1948. Il était dirigé par des souverains qui portaient le titre de radjah. Cette principauté est aujourd'hui intégrée à l'État du Karnataka.

## Liste des radjahs de Mudhol de 1737 à 1948
- 1737-1805 Maloji-Rao III (1710-1805)
- 1805-1816 Narayan-Rao (+1816)
- 1816-1818 Govind-Rao (+1818)
- 1818-1854 Vyankat-Rao Ier (+1854)
- 1854-1862 Balwant-Rao (1841-1862)
- 1862-1900 Vyankat-Rao II (1861-1900)
- 1900-1937 Maloji-Rao IV (1884-1937)
- 1937-1948 Bhairasinh-Rao (1929-1984)